# Pexopsis trichifacialis
Pexopsis trichifacialis là một loài ruồi trong họ Tachinidae.